# فريدريك ويلهلم ليفي
فريدريك ويلهلم ليفي (بالألمانية: Friedrich Wilhelm Levi)‏ هو رياضياتي ألماني، ولد في 6 فبراير 1888 في ميلوز في فرنسا، وتوفي في 1966 في فرايبورغ في ألمانيا.